# باول سكوت (لاعب كريكت)
باول سكوت (18 فبراير 1962 في المملكة المتحدة - ) (بالإنجليزية: Paul Scott)‏ هو لاعب كريكت بريطاني. لعب مع Northumberland County Cricket Club ‏.

## وصلات خارجية
- باول سكوت على موقع إي آس بي آن كريك إنفو (الإنجليزية)